# Chamaecelyphus pamelae
Chamaecelyphus pamelae är en tvåvingeart som först beskrevs av Elisabeth K. Stuckenberg 1960.  Chamaecelyphus pamelae ingår i släktet Chamaecelyphus och familjen Celyphidae.
Artens utbredningsområde är Moçambique. Inga underarter finns listade i Catalogue of Life.